# Sévigny-Waleppe
Sévigny-Waleppe (prononcé [seviɲiwalɛp]) est une commune française, située dans le département des Ardennes en région Grand Est, à la limite entre les départements des Ardennes et de l'Aisne.

## Géographie
| Dizy-le-Gros Aisne  | Le Thuel Aisne         | Renneville Seraincourt |
|                     | Sévigny-Waleppe        | Hannogne-Saint-Rémy    |
| Nizy-le-Comte Aisne | Saint-Quentin-le-Petit |                        |

### Situation
Sévigny-Waleppe se trouve à la limite ouest du département des Ardennes, dans une pointe qui pénètre dans le département de l'Aisne, au carrefour des routes départementales D 37 et D 2. Elle est distante de 17 kilomètres de Château-Porcien (Ardennes), 13 kilomètres de Montcornet (Aisne), 29 kilomètres de Rethel (Ardennes), 43 kilomètres de Reims (Marne), 40 kilomètres de Laon (Aisne) et 70 kilomètres de Charleville-Mézières (Ardennes). Le village s'étend au cœur d'un vallon, adossé à une butte boisée communément appelée par le gens du pays "La Montagne" ou "Garenne".

### Géologie et climat
Le village est situé à la frontière de quatre régions naturelles qui sont l'Ardenne schisteux et gréseux au nord, la Lorraine jurassique à l'est, la Champagne crétacée au sud et la Picardie limoneuse, appelée Thiérache, à l'ouest. La superficie de 2411 hectares n'est donc pas homogène, puisqu'on y trouve une partie craie, une partie limon battant, une partie argile et une partie terre franche. L'altitude varie entre 95 mètres (mairie) et 155 mètres (château d'eau). La région est sous la double influence du climat continental et du climat océanique. Des étés ensoleillés succèdent à des hivers qui peuvent être rigoureux. Les vents dominants en provenance du sud-ouest apportent pluies et parfois tempêtes.

### Hydrographie
La commune est dans la région hydrographique « la Seine du confluent de l'Oise (inclus) à l'embouchure » au sein du bassin Seine-Normandie. Elle est drainée par le ruisseau des Barres et le Fond de Sénicourt,.
Le ruisseau des Barres, d'une longueur de 28 km, prend sa source dans la commune de Fraillicourt et se jette  dans l'Aisne à Asfeld, après avoir traversé neuf communes. 

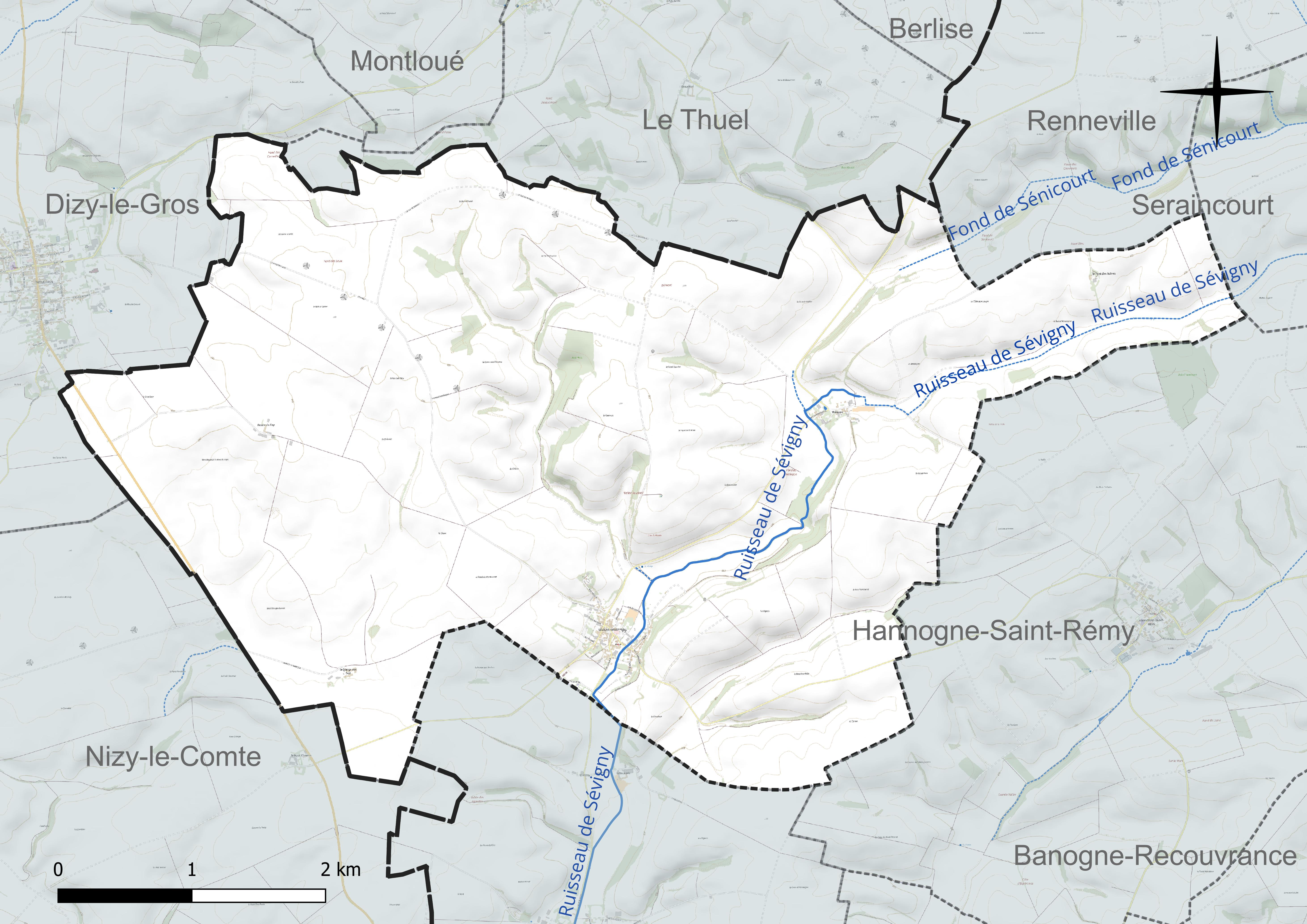
Réseau hydrographique de Sévigny-Waleppe.

### Climat
Pour des articles plus généraux, voir Climat du Grand Est et Climat des Ardennes.
En 2010, le climat de la commune est de type climat des marges montargnardes, selon une étude du Centre national de la recherche scientifique s'appuyant sur une série de données couvrant la période 1971-2000. En 2020, Météo-France publie une typologie des climats de la France métropolitaine dans laquelle la commune est exposée à un climat océanique altéré et est dans la région climatique  Nord-est du bassin Parisien, caractérisée par un ensoleillement médiocre, une pluviométrie moyenne régulièrement répartie au cours de l’année et un hiver froid (3 °C). 
Pour la période 1971-2000, la température annuelle moyenne est de 10,2 °C, avec une amplitude thermique annuelle de 15,5 °C. Le cumul annuel moyen de précipitations est de 886 mm, avec 14,1 jours de précipitations en janvier et 9,1 jours en juillet. Pour la période 1991-2020, la température moyenne annuelle observée sur la station météorologique de Météo-France la plus proche, « Banogne-Recouvrance », sur la commune de Banogne-Recouvrance à 5 km à vol d'oiseau, est de 11,1 °C et le cumul annuel moyen de précipitations est de 773,4 mm. 
La température maximale relevée sur cette station est de 40,8 °C, atteinte le 25 juillet 2019 ; la température minimale est de −14 °C, atteinte le 10 janvier 2003,,. 
Les paramètres climatiques de la commune ont été estimés pour le milieu du siècle (2041-2070) selon différents scénarios d'émission de gaz à effet de serre à partir des nouvelles projections climatiques de référence DRIAS-2020. Ils sont consultables sur un site dédié publié par Météo-France en novembre 2022.

## Urbanisme

### Typologie
Au 1er janvier 2024, Sévigny-Waleppe est catégorisée commune rurale à habitat dispersé, selon la nouvelle grille communale de densité à 7 niveaux définie par l'Insee en 2022.
Elle est située hors unité urbaine. Par ailleurs la commune fait partie de l'aire d'attraction de Reims, dont elle est une commune de la couronne,. Cette aire, qui regroupe 294 communes, est catégorisée dans les aires de 200 000 à moins de 700 000 habitants,.

### Occupation des sols
L'occupation des sols de la commune, telle qu'elle ressort de la base de données européenne d’occupation biophysique des sols Corine Land Cover (CLC), est marquée par l'importance des territoires agricoles (98,1 % en 2018), une proportion identique à celle de 1990 (98,1 %). La répartition détaillée en 2018 est la suivante : 
terres arables (94,3 %), zones agricoles hétérogènes (3,8 %), zones urbanisées (1,8 %), forêts (0,1 %). L'évolution de l’occupation des sols de la commune et de ses infrastructures peut être observée sur les différentes représentations cartographiques du territoire : la carte de Cassini (XVIIIe siècle), la carte d'état-major (1820-1866) et les cartes ou photos aériennes de l'IGN pour la période actuelle (1950 à aujourd'hui).

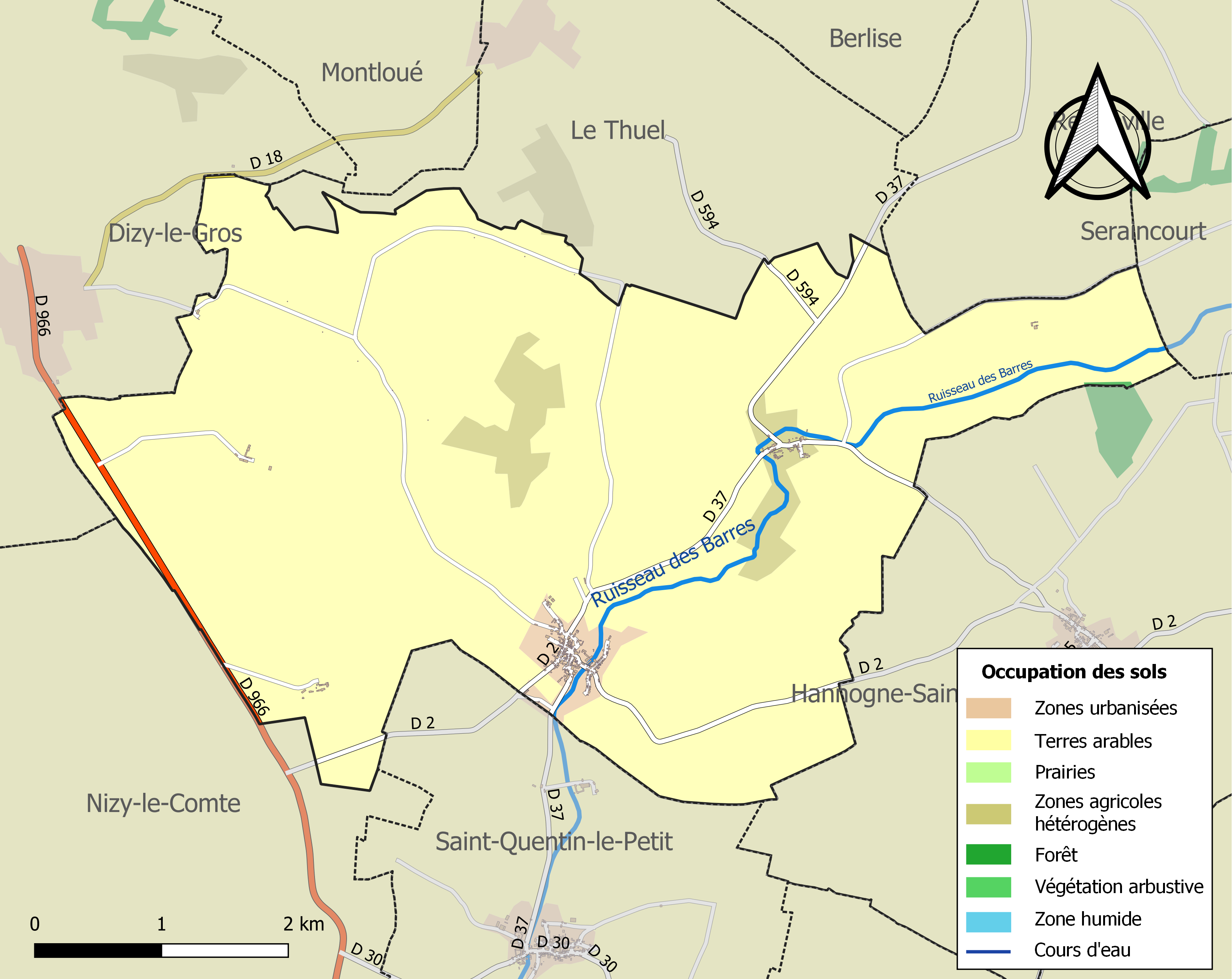
Carte des infrastructures et de l'occupation des sols de la commune en 2018 (CLC).

## Toponymie
Sévigny-Waleppe est constituée du village principal, Sévigny, et d'un hameau, Waleppe, situé à 2,3 km plus au nord-est.
Le nom de Sévigny est attesté sous les formes Seveigni en 1252, Savigneyo avant 1312. Ce toponyme est issu de l'anthroponyme roman Sabinus.
Le nom du village subit des modifications inhérentes à l'histoire. Certains actes anciens mentionnent le nom de Sévigny en Thiérache. Jusqu'à la Révolution, seul, le nom de Sévigny apparaît. Ce n'est qu'à partir de la Révolution que le village prit le nom complet de Sévigny-Waleppe. Le rôle politique pris par Waleppe, qui était l'écart le plus peuplé, fut certainement déterminant dans l'appellation finale.
L'orthographe de Waleppe a pris des formes différentes. Charles Samaran propose une origine germanique, signifiant ruisseau de l'étang qui, latinisée, donne Walapia.

## Histoire

### Antiquité et bas Moyen Âge
La région a été occupée par le peuple des Rèmes, par les Romains (conquête de la Gaule par Jules César (51 av. J.-C.)) puis, plusieurs siècles plus tard, a fait l'objet d'invasions germaniques. Parmi les voies romaines qui l'ont sillonnée, l'une relie Reims (capitale de la Gaule belgique) à Bavay (fondation romaine dans le nord), et passe à Nizy-le-Comte, et remonte vers le Nord à quelques kilomètres à l'ouest de Sévigny. Un cimetière mérovingien est découvert à Waleppe en 1881/1882, dont il semble qu'on ne puisse plus trouver la moindre trace maintenant. Cette nécropole contenant entre 300 et 400 squelettes des deux sexes, accompagnés d'objets et de bijoux (la plupart ont été acquis par le musée Saint-Remi de Reims), montre qu'il ne s'agit pas des restes d'un champ de bataille, mais bien des sépultures d'une colonie d'habitants fixés dans ce lieu à l'époque mérovingienne,. Le pays rémois et le Soissonnais sont à maintes reprises, du fait de leur position intermédiaire, l’objet de luttes entre les différents royaumes mérovingiens des descendants de Clovis, pour la prééminence des possessions territoriales, et une des hypothèses est de situer dans le lieu-dit Le Bois du Fays des combats entre Austrasiens et Neustriens.

### Moyen Âge
Ces zones boisées sont défrichées au XIIe siècle, notamment par l'action des moines cisterciens. L'Abbaye de la Valroy est édifiée à proximité du village. En 1337, Édouard III d'Angleterre prétend à la couronne de France contre l’avis des grands du royaume. C’est le début de la guerre de Cent Ans. Sévigny est le théâtre d’une bataille en 1359, relatée par plusieurs chroniqueurs dont Jean Froissart. La bataille est un carnage au bénéfice du capitaine Hennequin, commandant les Anglais, nettement supérieurs en nombre. Le comte de Roucy, qui possède également la terre de Sévigny, blessé, est emmené prisonnier dans son château de Sissonne

### Époque moderne  et contemporaine
Sévigny subit au XVIe siècle les ravages de des guerres de religion. Le bourg est incendié en 1576. Le curé et quatre-vingt paroissiens, réfugiés dans l’église, périssent dans les flammes. L'église est reconstruite, et son caractère défensif renforcé, avec sa tour-porche construite non pas devant la nef, mais au-dessus de cette nef, flanquée de deux poivrières en encorbellement et soutenue par des contreforts.
Les conflits du XIXe et XXe siècles sont marqués par la présence de troupes étrangères sur le territoire de la commune. Dès février 1814, à la fin des guerres napoléoniennes Sévigny subit une occupation.
En septembre puis en octobre 1870, Sévigny est à nouveau occupée par des unités diverses (uhlans, fantassins, lanciers, ainsi que la présence des princes du Wurtemberg et de Hohenlohe et leur état-major). 
En 1914, après la bataille de la Marne, le front se stabilise à 25 km environ au sud de la commune. Les Allemands installent un hôpital de campagne sur la place du village. Des soldats français, blessés et faits prisonniers y ont été soignés. Sévigny sert également de base de repos et de réserve pour les troupes allemandes. Une ligne de défense allemande, appelée « ligne Hundling » (la Hundling-Stellung, tranchées, casemates, barbelés), passait par le village de Saint-Quentin-le-Petit à 2,4 kilomètres au sud de Sévigny. Sévigny compte, durant ce conflit, quinze habitants tués comme soldats ainsi que deux victimes civiles.
Le village situé à cinquante kilomètres de la Belgique est particulièrement marqué par la Seconde Guerre mondiale, tant au moment de l’invasion allemande que pendant l’occupation. Le 10 mai 1940, se déclenche la Bataille de France à travers la Belgique, la Hollande et le Luxembourg, puis vers Sedan. Le 15 mai 1940, la plupart des habitants évacuent le village et tentent de gagner la Vendée. Le 16 mai 1940, le deuxième bataillon du 486e régiment des pionniers coloniaux fait halte dans le parc du château pour y prendre un repas. Il ne reste plus au village qu’une vingtaine d’habitants lorsque vers 14 heures 30 apparaissent les premiers véhicules allemands. Un combat se déclenche Les victimes sont inhumées rapidement dans une fosse commune, puis environ dix-huit mois plus tard, en 1941 dans un cimetière militaire aménagé dans une allée de tilleuls du  village. À la fin des années 1950, ce cimetière est supprimé et les corps inhumés transférés dans un cimetière national. Le village a environ quarante hommes mobilisés parmi ses habitants, et plusieurs d’entre eux passent plusieurs années derrière les barbelés. Certains sont morts sur le champ de bataille ou en déportation.

## Politique et administration
| Période                                  | Période      | Identité          | Étiquette | Qualité |
| ---------------------------------------- | ------------ | ----------------- | --------- | ------- |
| 1790                                     | 1792         | François Ninet    |           |         |
| 1792                                     | 1809         | Chantraine        |           |         |
| 1913                                     | 1919         | Eusèbe Diancourt  |           |         |
| 1919                                     | 1938         | Ernest Laurent    |           |         |
| 1938                                     | 1944         | Albert Renard     |           |         |
| 1944                                     | 1981         | Marcel Tellier    |           |         |
| 1981                                     | 2001         | Georges Desruelle |           |         |
| 2001                                     | 2008         | Patrick Nourtier  |           |         |
| 2008                                     | juillet 2020 | André Fréal       |           |         |
| 2020                                     | En cours     | Éric Guirsch      |           |         |
| Les données manquantes sont à compléter. |              |                   |           |         |

Le lieu est considéré à la limite du Rethélois et du Porcien. Cette contrée (Le Porcien) tire son nom (Portus, Portien puis Porcien) d'un port établi là où la voie romaine de Reims à Cologne franchissait l'Aisne.
Sous l'Ancien Régime, Sévigny-Waleppe fait partie de la généralité de Châlons. Pour l’Église, la paroisse était rattachée au diocèse de Reims (mais elle était située à la limite de ce diocèse et du diocèse de Laon), et au doyenné de Saint-Germainmont.
Lors de la révolution française et de la formation des départements, la commune est rattachée au département des Ardennes, juste à la limite des Ardennes et de département de l'celui de l'Aisne (la limite entre ces deux départements ayant été reprise pour l'essentiel de l'antique limite, tracée, selon la légende, par saint Rémi, entre le diocèse de Reims et le diocèse de Laon). Elle est chef-lieu de canton de 1790 à 1800 (ce canton comprenait les villages de Sévigny, Saint-Quentin-le-Petit, Banogne, Recouvrance, Hannogne, et Seraincourt) puis est rattachée au canton de Château-Porcien en 1800.

## Population et société

### Démographie
L'évolution du nombre d'habitants est connue à travers les recensements de la population effectués dans la commune depuis 1793. Pour les communes de moins de 10 000 habitants, une enquête de recensement portant sur toute la population est réalisée tous les cinq ans, les populations de référence des années intermédiaires étant quant à elles estimées par interpolation ou extrapolation. Pour la commune, le premier recensement exhaustif entrant dans le cadre du nouveau dispositif a été réalisé en 2004.

En 2022, la commune comptait 222 habitants, en évolution de −2,63 % par rapport à 2016 (Ardennes : −2,97 %, France hors Mayotte : +2,11 %).
| 1793 | 1800 | 1806 | 1821 | 1831 | 1836 | 1841 | 1846 | 1851 |
| ---- | ---- | ---- | ---- | ---- | ---- | ---- | ---- | ---- |
| 800  | 759  | 817  | 809  | 798  | 790  | 821  | 832  | 821  |

| 1866 | 1872 | 1876 | 1881 | 1886 | 1891 | 1896 | 1901 | 1906 |
| ---- | ---- | ---- | ---- | ---- | ---- | ---- | ---- | ---- |
| 751  | 744  | 750  | 738  | 688  | 652  | 633  | 603  | 636  |

| 1911 | 1921 | 1926 | 1931 | 1936 | 1946 | 1954 | 1962 | 1968 |
| ---- | ---- | ---- | ---- | ---- | ---- | ---- | ---- | ---- |
| 700  | 552  | 586  | 556  | 555  | 457  | 481  | 437  | 373  |

| 1975 | 1982 | 1990 | 1999 | 2004 | 2006 | 2009 | 2014 | 2019 |
| ---- | ---- | ---- | ---- | ---- | ---- | ---- | ---- | ---- |
| 334  | 303  | 269  | 257  | 268  | 263  | 248  | 237  | 224  |

| 2022 | - | - | - | - | - | - | - | - |
| ---- | - | - | - | - | - | - | - | - |
| 222  | - | - | - | - | - | - | - | - |

### Enseignement
Sévigny-Waleppe ne dispose plus d'établissement scolaire. Des écoles maternelles se trouvent dans diverses communes, environnantes, comme Hannogne-Saint-Rémy à 4 km. Même chose pour l'école primaire. Un collège est situé notamment à Asfeld. Des lycées, dont un lycée agricole, sont situés à Rethel.

## Économie
- Des moulins à vent ont existé à Sévigny et Waleppe. Un des plus connus est l'ancien moulin banal créé en 1572, vendu comme bien national à la révolution française et acquis par la famille Yverneau. Il est exploité jusqu'en 1912. Il est brûlé par les Allemands pendant la Première Guerre mondiale, et reste ensuite en ruine[37].
- Dans les années 2000 et 2010, des parcs éoliens ont été implantés (Parc éolien Sévigny-Waleppe Sud et parc éolien Sévigny-Waleppe Nord). D'autres sont en projet[38].
- Les activités dans la commune sont essentiellement agricoles. Le nombre de commerces ou d'artisans est limité (une boulangerie, un salon de coiffure, , etc.). Une maison d'hôte propose quelques chambres[39].

## Culture locale et patrimoine

### Lieux et monuments
Église Saint-Leu à Sévigny-Waleppe
Porte du moulin

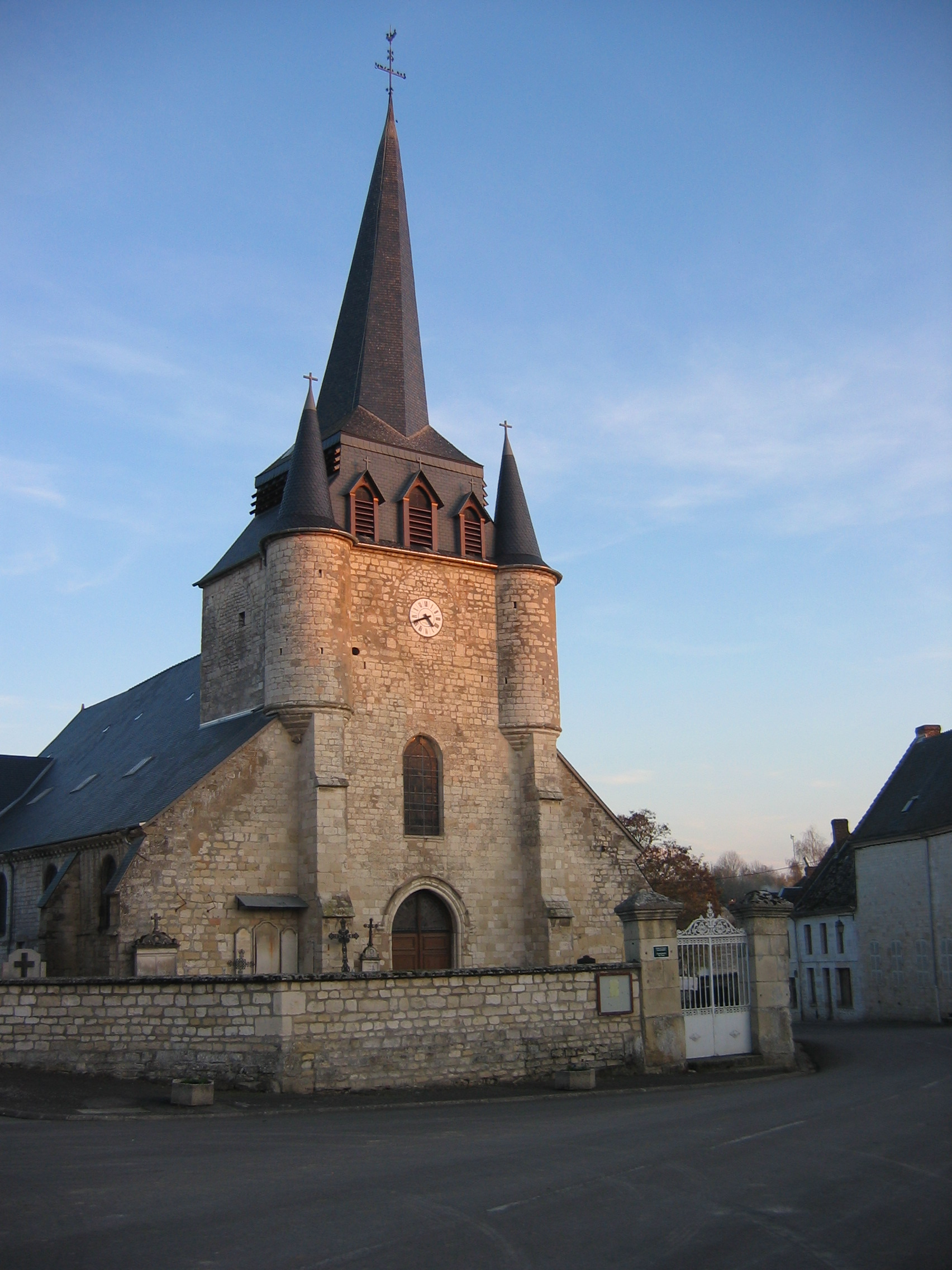
Église de Sevigny-Waleppe.

Une porte du moulin Yverneau provenait de la tour du château de Nizy-Lecomte dans l'Aisne et datait du XIIIe siècle.
Elle est classée en 1908.
Château
Le premier château datait de 1391, un second fut construit de 1573 à 1606, et enfin le château actuel fut érigé en 1690 comme le rappelle une mention sur une pierre.
Il comporte un corps de logis avec étage, surmonté d'un haut comble de toiture en ardoises avec épis, décoré d'un fronton de 1904. La tour à pans du nord fut bâtie en 1880. Sur la gauche, on aperçoit une ancienne tourelle d'angle avec corniche à modillons. Les deux côtés du château sont composés d'ailes sans étage. C'est du côté droit que se trouvait la chapelle castrale citée dès 1451 et jusqu'en 1706, sous l'invocation de Notre-Dame de Champfort. Quelques rares parties du château sont antérieures à 1690. Plusieurs salles furent décorées par le peintre Jacques Wilbault, mais il n'en reste que des fragments. L'église fortifiée et le château forment un ensemble agréable.

### Personnalités liées à la commune
- Charles-Émile Troisier, né à Sévigny-Waleppe en 1844, médecin ayant donné son  nom au ganglion de Troisier.

D'après Octave Guelliot, d'autres chirurgiens, les Jupin, ont donné également une certaine notoriété à Sévigny-Waleppe au XVIIIe siècle